# Momordica argillicola
Momordica argillicola är en gurkväxtart som beskrevs av Mats Thulin. Momordica argillicola ingår i släktet Momordica och familjen gurkväxter. Inga underarter finns listade i Catalogue of Life.